# Ternstroemia hainanensis
Ternstroemia hainanensis är en tvåhjärtbladig växtart som beskrevs av Ho Tseng Chang. Ternstroemia hainanensis ingår i släktet Ternstroemia och familjen Pentaphylacaceae. Inga underarter finns listade i Catalogue of Life.